# Александров, Владимир Фёдорович
Владимир Фёдорович Александров — советский военный деятель, инженер-полковник, лауреат Сталинской премии.

## Биография
Родился 6 июня 1911 года в Санкт-Петербурге.
В Рабоче-Крестьянской Красной Армии — с 1930 года.
Член ВКП(б)/КПСС.
Занимал ряд инженерных и командных должностей в Рабоче-Крестьянской Красной Армии.
Занимался инженерной работой во время Великой Отечественной войны в должности сотрудника Главного Артиллерийского управления Советской Армии.
После Великой Отечественной войны в звании инженер-полковника продолжил службу в Советской Армии и занимался инженерной деятельностью в её рядах.
За создание новых и модернизацию существующих оптических прицелов для танков был в составе коллектива удостоен Сталинской премии за выдающиеся изобретения и коренные усовершенствования методов производственной работы за 1946 год.
В отставке — с 1959 года.
Умер до 1985 года.

## Награды
- орден Ленина (30.12.1956)
- орден Красного Знамени (15.11.1950)
- орден Отечественной войны II степени (17.11.1945)
- орден Красной Звезды (06.11.1945)